# Vétérinaires Sans Frontières Suisse
Vétérinaires Sans Frontières Suisse (VSF-Suisse) ist eine Schweizer Nichtregierungsorganisation mit Sitz in Bern, die in der tierärztlichen Not- und Katastrophenhilfe, humanitären Hilfe und Entwicklungszusammenarbeit tätig ist. Die Organisation führt Projekte in Ost- und Westafrikas durch. Die Aktivitäten zielen insbesondere auf Menschen, die für ihren Lebensunterhalt von der Haltung von Nutztieren abhängig sind.

## Entwicklung der Organisation
Der Verein wurde 1988 von Studierenden der Veterinärmedizin der Universität Bern gegründet. Vétérinaires Sans Frontières Suisse beschäftigt rund 155 Mitarbeitende, verteilt auf den Schweizer Hauptsitz und die Länderbüros in Äthiopien, Kenia, Mali, Südsudan und Togo. Zusammen betreuen diese im Schnitt jährlich 40 – 50 Projekte mit einem Gesamtvolumen von durchschnittlich 8 – 10 Millionen Schweizer Franken.

## Tätigkeitsbereiche
Vétérinaires Sans Frontières Suisse ist sowohl in der Nothilfe in humanitären Krisensituationen wie auch der langfristig angelegten Entwicklungszusammenarbeit tätig. Kerngeschäft der Organisation ist laut eigenen Angaben der Aufbau einer veterinärmedizinischen Grundversorgung durch die Ausbildung und Ausrüstung einheimischer Tiergesundheitshelfenden. Darüber hinaus führt sie Impfkampagnen durch und verteilt in Krisen Tierfutter und gesunde Tiere an besonders gefährdete Bevölkerungsgruppen. Zudem schult sie Tierhalter in den Bereichen Zucht, Hygiene und Krankheitsprävention, womit die Folgen von Krankheiten, die vom Tier auf den Menschen übertragen werden können (Zoonosen), reduziert werden sollen. Die Organisation verfolgt den Ansatz von One Health, welcher die Gesundheit von Menschen, Tieren und der Umwelt als ein Ganzes sieht.

## Finanzierung
Die Organisation finanziert ihre Aktivitäten einerseits durch Beiträge von staatlichen und internationalen Organisationen sowie Stiftungen, Gemeinden und Kantonen. Diese Beiträge machen mit durchschnittlich 85–90 % den Grossteil der Finanzierung aus. Die restlichen Gelder setzten sich aus Spenden von Privatpersonen, Firmen und Verbänden sowie den jährlichen Beiträgen der Vereinsmitglieder zusammen.